# Etheostoma microperca
Etheostoma microperca е вид лъчеперка от семейство Percidae.

## Разпространение
Видът е разпространен в Канада и САЩ.